# 1955年のワールドシリーズ
1955年のワールドシリーズ（1955ねんのワールドシリーズ）は、1955年9月28日から10月4日まで行われたメジャーリーグのワールドシリーズである。

## 概要
第52回ワールドシリーズ。アメリカンリーグは2年ぶり出場のニューヨーク・ヤンキース。ナショナルリーグはブルックリン・ドジャースの対戦となった。結果はブルックリン・ドジャースがこれまで5度敗れたヤンキースを4勝3敗で破りワールドシリーズ10度目（ナショナルリーグ優勝チーム対アメリカンリーグ優勝チームのワールドシリーズでは8度目）にして球団創設以来初優勝を飾った。なおドジャースは1958年にロサンゼルスに移転したため、ブルックリン時代唯一のワールドチャンピオンとなった。 
この年からMVPが制定され、初の受賞者に第3戦と第7戦で完投し勝利投手となったジョニー・ポドレスが選ばれた。
- ビリー・ジョエルが1989年に発表したヒット曲「We Didn't Start The Fire（ハートにファイア）」の詞の1節には、「Brooklyn's gotta a winning team」と歌われ、その瞬間には歓声が収録されている。

## 試合結果
表中のRは得点、Hは安打、Eは失策を示す。日付は現地時間。

### 第1戦 9月28日
- ニューヨーク州ニューヨーク／ブロンクス - ヤンキー・スタジアム

|            | 1 | 2 | 3 | 4 | 5 | 6 | 7 | 8 | 9 | R | H  | E |
| ---------- | - | - | - | - | - | - | - | - | - | - | -- | - |
| ドジャース | 0 | 2 | 1 | 0 | 0 | 0 | 0 | 2 | 0 | 5 | 10 | 0 |
| ヤンキース | 0 | 2 | 1 | 1 | 0 | 2 | 0 | 0 | X | 6 | 9  | 1 |

1. 勝利：ホワイティ・フォード(1-0)
2. セーブ：ボブ・グリム(1)
3. 敗戦：ドン・ニューカム(0-1)
4. 本塁打
BRO：カール・フリロ1号ソロ(2回フォード)、デューク・スナイダー1号ソロ(3回フォード)
NYY：エルストン・ハワード1号2ラン(2回ニューカム)、ジョー・コリンズ1号ソロ(4回ニューカム)2号2ラン(6回ニューカム)
5. 観客動員数: 63,869人　試合時間：2時間31分

ドジャースは2回に先頭フリロのソロで先制、1死後3塁打のジャッキー・ロビンソンをドン・ジマーが中前打で返し2点目。その裏ヤンキースはハワードの2ランですぐに同点。3回表にドジャースはスナイダーのソロで勝ち越すが、その裏にヤンキースが1死2、3塁からアーブ・ノーレンの2ゴロで再び追いつくと、4回にはコリンズのソロで逆転。コリンズは6回にも2打席連続となる2ランを打ち3点差。ドジャースは8回、1死2、3塁とフォードを攻めるとジマーの犠飛とロビンソンの本盗で1点差に追い上げるが、ヤンキースは9回、2番手グリムがドジャースの反撃を抑え逃げ切った。

### 第2戦 9月29日
- ニューヨーク州ニューヨーク／ブロンクス - ヤンキー・スタジアム

|            | 1 | 2 | 3 | 4 | 5 | 6 | 7 | 8 | 9 | R | H | E |
| ---------- | - | - | - | - | - | - | - | - | - | - | - | - |
| ドジャース | 0 | 0 | 0 | 1 | 1 | 0 | 0 | 0 | 0 | 2 | 5 | 2 |
| ヤンキース | 0 | 0 | 0 | 4 | 0 | 0 | 0 | 0 | X | 4 | 8 | 0 |

1. 勝利：トミー・バーン(1-0)
2. 敗戦：ビリー・ロース(0-1)
3. 本塁打
BRO：なし
NYY：なし
4. 観客動員数: 64,707人　試合時間：2時間28分

4回にドジャースがスナイダーの適時打で先制するが、その裏ヤンキースは2死1、2塁からハワードとビリー・マーティンの連続適時打で逆転すると、なおも満塁から9番バーンの中前打で2者が生還しドジャース先発ロースをKO。バーンは直後の5回にジム・ギリアムの適時打で1点を失うが、その後はドジャースの反撃を断ち完投、ヤンキースが連勝。

### 第3戦 9月30日
- ニューヨーク州ニューヨーク／ブルックリン - エベッツ・フィールド

|            | 1 | 2 | 3 | 4 | 5 | 6 | 7 | 8 | 9 | R | H  | E |
| ---------- | - | - | - | - | - | - | - | - | - | - | -- | - |
| ヤンキース | 0 | 2 | 0 | 0 | 0 | 0 | 1 | 0 | 0 | 3 | 7  | 0 |
| ドジャース | 2 | 2 | 0 | 2 | 0 | 0 | 2 | 0 | X | 8 | 11 | 1 |

1. 勝利：ジョニー・ポドレス(1-0)
2. 敗戦：ボブ・ターリー(0-1)
3. 本塁打
NYY：ミッキー・マントル1号ソロ(2回ポドレス)
BRO：ロイ・キャンパネラ1号2ラン(1回ターリー)
4. 観客動員数: 34,209人　試合時間：2時間20分

連敗でホームに戻ってきたドジャースは初回に4番キャンパネラの2ランで先制。2回にヤンキースがマントルのソロとフィル・リズートの適時打で追いつくが、その裏ドジャースは1死からロビンソンの中前打、アモロスの死球、さらにポドレスが犠打安打を決め満塁とすると、ギリアムが四球を選び押し出し。ヤンキースは先発ターリーからトム・モーガンに代わるが、モーガンもピー・ウィー・リースに押し出し四球を与え2点差とする。ドジャースは4回にもキャンパネラの適時打とフリロの犠飛で2点を追加、7回にもアモロスとリースの適時打で8-3。ドジャース先発のポドレスは7回に1点を失うも完投し、23歳の誕生日を白星で飾った。
ワールドシリーズの試合が9月に行われるのはこれが最後となった。

### 第4戦 10月1日
- ニューヨーク州ニューヨーク／ブルックリン - エベッツ・フィールド

|            | 1 | 2 | 3 | 4 | 5 | 6 | 7 | 8 | 9 | R | H  | E |
| ---------- | - | - | - | - | - | - | - | - | - | - | -- | - |
| ヤンキース | 1 | 1 | 0 | 1 | 0 | 2 | 0 | 0 | 0 | 5 | 9  | 0 |
| ドジャース | 0 | 0 | 1 | 3 | 3 | 0 | 1 | 0 | X | 8 | 14 | 0 |

1. 勝利：クレム・ラバイン(1-0)
2. 敗戦：ドン・ラーセン(0-1)
3. 本塁打
NYY：ギル・マクドゥガルド1号ソロ(1回アースキン)
BRO：ロイ・キャンパネラ2号ソロ(4回ラーセン)、ギル・ホッジス1号2ラン(4回ラーセン)、デューク・スナイダー2号3ラン(5回クックス)
4. 観客動員数: 36,242人　試合時間：2時間57分

ヤンキースは初回、ドジャース先発のカール・アースキンからマクドゥガルドがソロを放ち、このシリーズで初めて先制すると2回にもリズートの適時打で2点目。ドジャースが3回にギリアムの2塁打で1点を返すも、ヤンキースは4回にマーティンの適時打で再び2点差とするが、その裏ドジャースはキャンパネラのソロに続いてホッジスに2ランが飛び出し逆転。さらに5回にはヤンキース2番手ジョニー・クックスからスナイダーが3ランを放ち4点差。直後の6回にヤンキースはドジャース3番手ラバインからマーチンの2塁打と代打エディ・ロビンソンの適時打で2点を返すが、ラバインは7回以降ヤンキースを無安打に抑え、ドジャースが連勝でタイとした。

### 第5戦 10月2日
- ニューヨーク州ニューヨーク／ブルックリン - エベッツ・フィールド

|            | 1 | 2 | 3 | 4 | 5 | 6 | 7 | 8 | 9 | R | H | E |
| ---------- | - | - | - | - | - | - | - | - | - | - | - | - |
| ヤンキース | 0 | 0 | 0 | 1 | 0 | 0 | 1 | 1 | 0 | 3 | 6 | 0 |
| ドジャース | 0 | 2 | 1 | 0 | 1 | 0 | 0 | 1 | X | 5 | 9 | 2 |

1. 勝利：ロジャー・クレイグ(1-0)
2. セーブ：クレム・ラバイン(1)
3. 敗戦：ボブ・グリム(0-1)
4. 本塁打
NYY：ボブ・サーブ1号ソロ(7回クレイグ)、ヨギ・ベラ1号ソロ(8回ラバイン)
BRO：サンディ・アモロス1号2ラン(2回グリム)、デューク・スナイダー3号ソロ(3回グリム)4号ソロ(5回グリム)
5. 観客動員数: 36,796人　試合時間：2時間40分

ドジャースは2回にアモロスの2ランで先制すると、3回にはスナイダーのソロで3-0とする。直後の4回にヤンキースはマーティンの適時打で1点を返すが、ドジャースは5回にスナイダーが2打席連発となるソロで再び3点差。ヤンキースは7回にセーブ、8回にベラがそれぞれソロを放ち1点差に追い上げるが、ドジャースは8回に1死2塁からロビンソンの適時打で突き放した。7回途中から登板のドジャース2番手ラバインは9回のヤンキースの攻撃を3者凡退に抑え、ドジャースが王手。

### 第6戦 10月3日
- ニューヨーク州ニューヨーク／ブロンクス - ヤンキー・スタジアム

|            | 1 | 2 | 3 | 4 | 5 | 6 | 7 | 8 | 9 | R | H | E |
| ---------- | - | - | - | - | - | - | - | - | - | - | - | - |
| ドジャース | 0 | 0 | 0 | 1 | 0 | 0 | 0 | 0 | 0 | 1 | 4 | 1 |
| ヤンキース | 5 | 0 | 0 | 0 | 0 | 0 | 0 | 0 | X | 5 | 8 | 0 |

1. 勝利：ホワイティ・フォード(2-0)
2. 敗戦：カール・スプーナー(0-1)
3. 本塁打
BRO：なし
NYY：ビル・スコウロン1号3ラン(1回スプーナー)
4. 観客動員数: 64,022人　試合時間：2時間34分

後がないヤンキースは初回、ドジャース先発のスプーナーの立ち上がりを捕らえ、1死1、2塁からベラとハンク・バウアーの連続適時打の後、スコウロンに3ランが飛び出しスプーナーをKO。一方ヤンキース先発フォードは4回にフリロの適時打で1点を失うが、5回以降はドジャース打線を2安打に抑え完投、ヤンキースがタイに持ち込んだ。

### 第7戦 10月4日
- ニューヨーク州ニューヨーク／ブロンクス - ヤンキー・スタジアム

|            | 1 | 2 | 3 | 4 | 5 | 6 | 7 | 8 | 9 | R | H | E |
| ---------- | - | - | - | - | - | - | - | - | - | - | - | - |
| ドジャース | 0 | 0 | 0 | 1 | 0 | 1 | 0 | 0 | 0 | 2 | 5 | 0 |
| ヤンキース | 0 | 0 | 0 | 0 | 0 | 0 | 0 | 0 | 0 | 0 | 8 | 1 |

1. 勝利：ジョニー・ポドレス(2-0)
2. 敗戦：トミー・バーン(1-1)
3. 本塁打
BRO：なし
NYY：なし
4. 観客動員数: 62,465人　試合時間：2時間44分

ヤンキースは3回にポドレスを攻め2死1、2塁からマクドゥガルドが3塁方向へ痛烈な打球を放つも、打球が3塁へ滑り込んだ2塁走者リズートに当たり守備妨害で得点ならず。一方バーンの前に3回まで無安打のドジャースは4回、1死からキャンパネラが2塁打で出塁すると、2死3塁からホッジスの左前打でキャンパネラが生還し先制。さらに6回、先頭のリースが安打で出塁すると続くスナイダーは投前に犠打を決めるが、バーンからの送球を1塁手スコーロンが落球し無死1、2塁。キャンパネラが送ったあとフリロが敬遠で歩き満塁となったところでヤンキースはバーンからグリムに交代するが、ホッジスが中堅に犠飛を放ち、ドジャースが貴重な2点目。その裏ヤンキースはマーティンの四球とマクドゥガルドの犠打安打で無死1、2塁とポドレスを攻めるが、続くベラの左翼線への飛球を左中間寄りに守っていた左翼手アモロスが懸命に走って追いつくと、2塁まで進んでいた1塁走者マクドゥガルドが戻れず併殺となり得点できず。さらに8回にもヤンキースはリズートとマクドゥガルドの安打で1死1、3塁の好機を作るが、ポドレスはベラを右飛、バウアーを三振に打ち取りピンチを脱する。9回もマウンドに上ったポドレスは2死を取ると、最後はハワードを遊ゴロに打ち取り完封。ドジャースは10度目の出場で悲願のワールドシリーズ制覇を果たした。